# Моисей (фонтан в Берне)
Фонтан «Моисей» (нем. Mosesbrunnen) стоит на площади Мюнстерплац в Берне. Является одним из знаменитых бернских фонтанов XVI века.

## История и оформление
Фигура изображает Моисея, который держит в левой руке раскрытую книгу с десятью заповедями, а правой рукой указывает на заповедь «Не сотвори себе кумира» (нем. Du sollst dir kein Bildnis noch irgedein Gleichnis machen).
Первый фонтан с фигурой Моисея был установлен летом 1544 года. К 1740 году фигура настолько обветшала, что её сняли. Нынешняя скульптура стоит с 1791 года.
Предположительно, бассейн и колонну спроектировал Николаус Шпрюнгли, а фигуру Николаус Шпоррер из Констанца.